# Gouffre Veryovkina
Le gouffre Veryovkina ou Verevkina (russe : Пещера Верёвкина, géorgien : ვერიოვკინის მღვიმე romanisé en veriovk'inis mghvime) est, depuis août 2024, la deuxième cavité souterraine naturelle la plus profonde au monde, après le gouffre Krubera-Voronja,. Elle s'ouvre à 2 309 mètres d'altitude, sur le massif de l'Arabika, dans les monts de Gagra (Caucase occidental), près du col situé entre les sommets de Krepost (« Forteresse », 2384 m) et de Zont (« Parapluie », 2382 m), plus près des pentes du Krepost. Sa profondeur était de 2 212 mètres en 2018, dont les huit derniers mètres sondés en siphon et 2223 m en août 2023 grâce à un drone subaquatique. Une expédition en août 2024 a ramené la profondeur à 2 209 mètres, dont les derniers 26 mètres en siphon.

## Toponymie
À sa découverte en 1968, la cavité fut d'abord répertoriée sous le code  « S-115 », remplacé plus tard par « P1-7 ». En 1986, elle reçoit son nom définitif actuel en référence à Alexander Veryovkin, décédé en 1983 lors de l'exploration d'un siphon de la grotte Su-Akan dans le massif Sary-Tala, en Kabardino-Balkarie, république autonome caucasienne de la fédération de Russie.

## Historique
La découverte du gouffre par un groupe de spéléologues sibériens de Krasnoïarsk remonte à 1968. Ils descendent le puits d'entrée de 32 mètres et explorent le début de la cavité jusqu'à une profondeur de 115 mètres (cf. topographie : « Krasnoyarsk branch »). Ils affectent alors le repère « S-115 » à cette cavité.

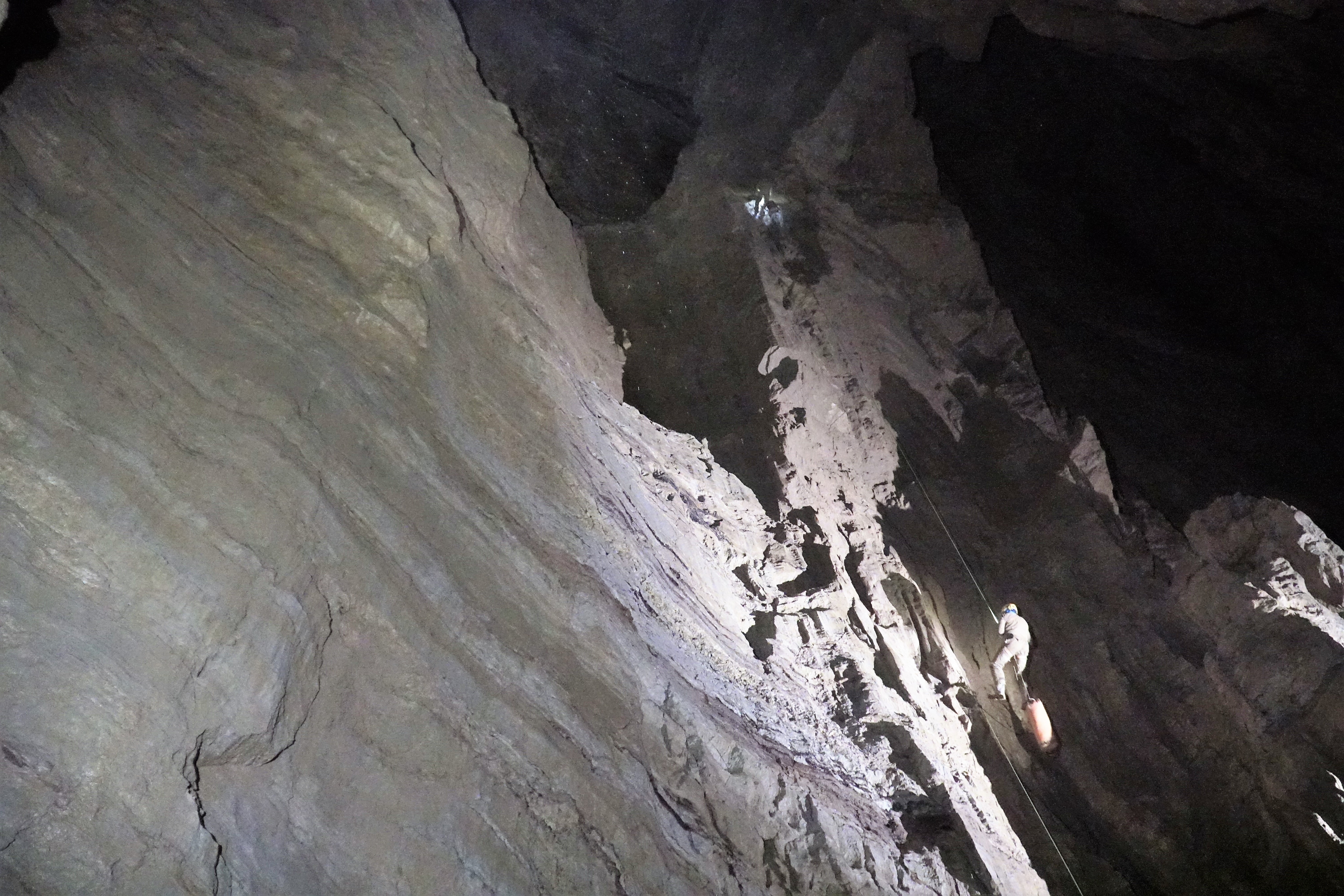
Le puits Babatunda (155 m), à la cote -400 m, est le plus grand puits de la cavité.

En 1982, la cavité est redécouverte par le spéléoclub Perovo de Moscou qui lui donne un nouveau repère : « P 1-7 ». De 1983 à 1986, le même club poursuit l'exploration de la cavité et atteint ainsi la profondeur de 440 mètres, dans une nouvelle branche  (cf. topographie : « Old Perovo branch »).
De 1987 à 2000 aucune exploration n'est effectuée. Celles-ci reprennent de 2001 à 2014, menées par le même club Perovo au sein duquel une équipe dédiée se nomme « Perovo-speleo » ; cependant, les résultats ne sont pas au rendez-vous et la profondeur reste inchangée à 440 mètres.
En août 2015, des spéléologues du même club Perovo découvrent un grand puits de 152 mètres dans une nouvelle branche. Cette avancée relance les espoirs et ouvre la voie à une série de découvertes ultérieures dans cette nouvelle branche.

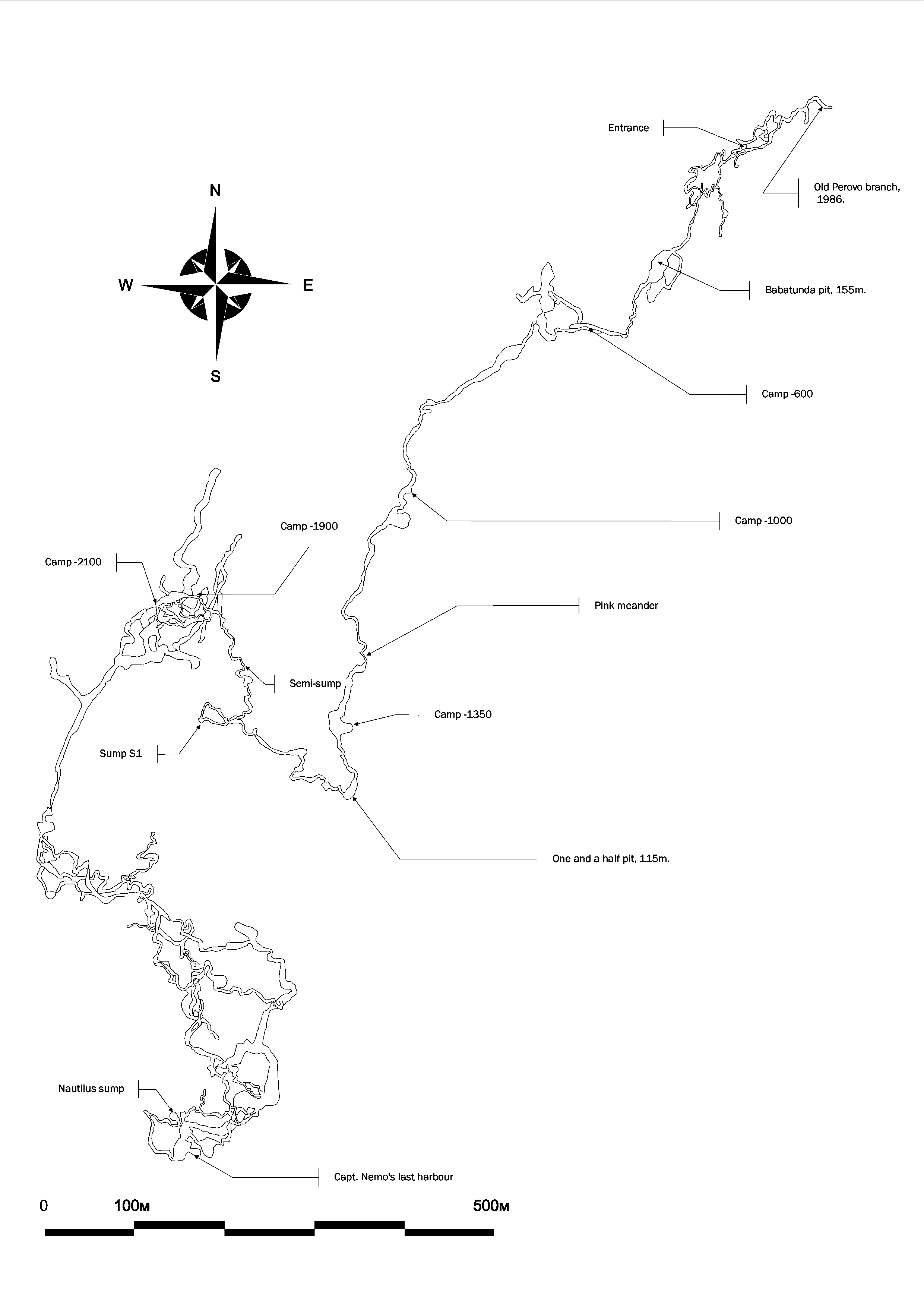
Schéma en plan de la cavité.

En juin 2016, l'équipe dédiée « Perovo-speleo » atteint la profondeur de 630 mètres. En août de la même année, une expédition conjointe menée par l'équipe spéciale « Perovo-speleo » et d'autres personnes du speleoclub Perovo permet d'atteindre 1 010 mètres de profondeur. Deux mois plus tard, en octobre 2016, la seule équipe dédiée « Perovo-speleo » approfondit la cavité jusqu'à −1 350 mètres.
En février 2017, l'équipe dédiée « Perovo-speleo » atteint la profondeur de 1 832 mètres. La cavité devient alors la seconde plus profonde au monde, après le gouffre Krubera-Voronja et ses 2 197 mètres.
Au début d'août 2017, le speleoclub Perovo pousse l'exploration jusqu'à 2 151 mètres de profondeur. Le record mondial n'est pas encore battu mais la barre des « moins 2000 » est franchie. À ce niveau, un ancien collecteur de l'aquifère karstique est atteint, ce qui se traduit par plusieurs kilomètres de conduits subhorizontaux, atypiques dans le massif Arabika.
Dans la seconde quinzaine d'août 2017, l'équipe dédiée « Perovo-speleo » atteint la profondeur de 2 204 mètres, marquant ainsi le nouveau record mondial de profondeur. En outre, un vaste réseau de plus de 6 kilomètres de galeries subhorizontales est exploré et topographié, sous la cote −2 100.

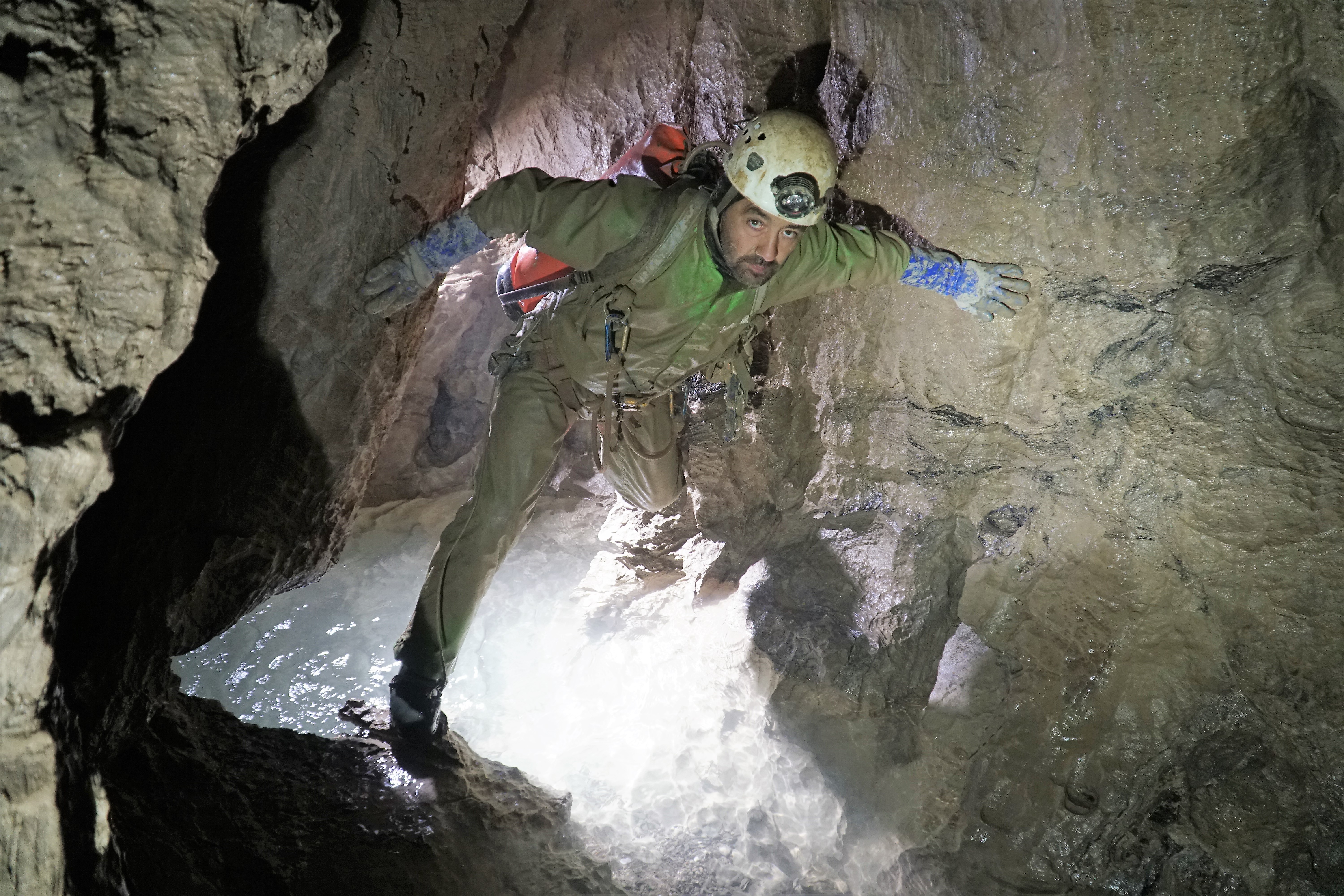
Membre du Perovo-Speleo club passant le passage inondé à la profondeur de −1 400m, en 2018

En mars 2018, la même équipe ajoute plus d'un kilomètre de galeries à la topographie. Elle sonde également le lac d'entrée du siphon terminal baptisé The last Nemo station (« La dernière halte de Némo »), dont le fond se révèle être huit mètres plus bas. La profondeur totale de la cavité en mars 2018 est donc de 2 212 mètres.
Une nouvelle expédition a lieu en septembre 2018, abrégée par une crue spectaculaire.
En août 2023 – la profondeur de la grotte a été augmentée à 2 223 mètres après la plongée du siphon The last Nemo station par un drone sous-marin, toujours lors de l’expédition du spéléoclub « Perovo ».
Au mois d'août 2024, lors d’une autre expédition du PSC, la profondeur de la grotte a été réduite à 2 209 mètres. La connexion précédemment établie entre le ruisseau au fond de la grotte et le lac bleu (Голубое озеро (Абхазия)) à la surface a permis de mesurer avec précision la profondeur de la grotte en tenant compte de la différence de hauteur entre l’entrée et le siphon de fond à l’aide d’un récepteur GNSS de haute précision EFT M3

## Mort de Sergei Kozeev
Au cours de l'expédition de 2021, PST a trouvé le corps d'un touriste à −1 100 mètres. Il a ensuite été identifié comme étant Sergei Kozeev, qui a quitté son domicile à Sotchi (Russie) le 1er novembre 2020 et a commencé sa descente à Veryovkina, où il a passé environ une semaine dans un camp permanent de -600 mètres. Ensuite, il a continué sa descente vers des zones techniquement difficiles à -1 100 mètres où il s'est retrouvé coincé en raison d'un équipement et de compétences inadéquats et est mort d'hypothermie. Le corps a finalement été récupéré après une opération complexe le 17 août 2021.